# Robland (merk)
Robland is een merknaam voor houtbewerkingsmachines die gemaakt zijn door de Belgische firma Werkhuizen Landuyt, die in Brugge is gehuisvest.

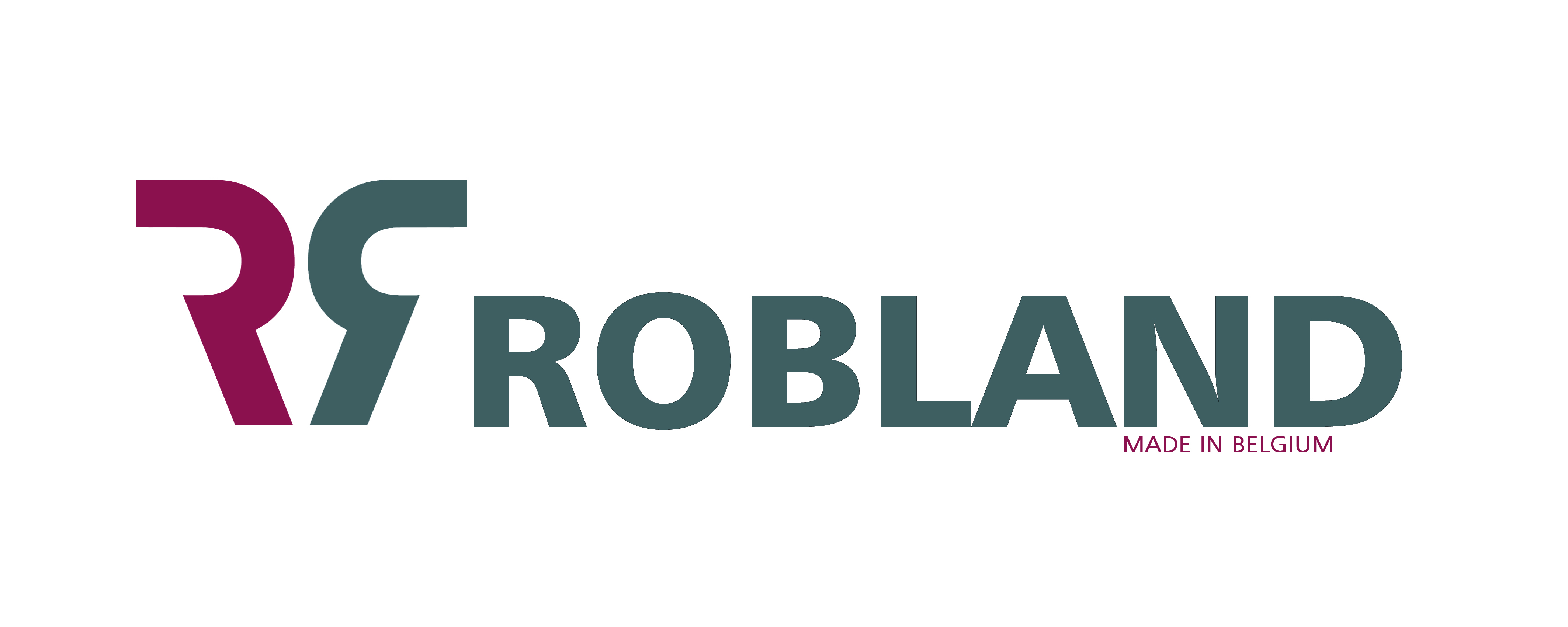
Officiële logo van de firma Robland

## Geschiedenis
Het bedrijf werd opgericht in 1968 door Robert Landuyt. De firma startte met het vervaardigen van combiné's en vulde dit later aan met paneelzagen. In 1971 werd het een naamloze vennootschap. Ondertussen groeide de onderneming en is die actief in meer dan 100 landen.
Het bedrijf was de sponsor van de Belgische Isoglass-Robland wielerploegen (Geert Van de Walle, Freddy Maertens) en de voorloper van de Collstrop-De Federale Verzekeringen wielerploeg en van de oudste Krachtbalclub in België, namelijk KBC Robland.
In 1972 werden de eerste machines van de K lijn gelanceerd. Deze kleine, compacte combinatiemachines met 5 operaties (zagen, frezen, schaven, vandiktewerken en boren) waren de hoeksteen waarop Robland zijn succes bouwde. Hoewel de eerste machines bijna 50 jaar oud zijn, bewijzen ze nog dagelijks hun degelijkheid bij menig houtbewerker.
In 1987 werd de K-lijn vervangen door de X en LX lijn. Deze verbeterde en grotere versies van de combibanken vergrootten nog het wereldwijde succes van het bedrijf.
In 1992 besloot Robland om zijn programma aanzienlijk te verbreden en nog meer in te zetten op de behoeften van de schrijnwerker. In dit jaar lanceerde Robland zijn uiterst succesvolle Z 320 paneelzaag. Door een combinatie van mekaniek en degelijkheid vergrootte Robland nog meer zijn marktaandeel en werd de Robland Z 320 in vele landen synoniem voor degelijke, betaalbare en robuuste formaatzaag.
Kort hierna, in 1995 zette Robland zijn vernieuwing van het programma door en bracht het de T 120 freesmachine op de markt. Het doel was om de schrijnwerkerswerplaatsen te voorzien van een volledig programma aan robuuste machines van dezelfde makelij. In het daaropvolgende jaar kwam Robland daarom ook uit met de SD 510, een robuuste vlak-en vandiktebank.
In 2012 zette Robland zelfs nog een technologische stap verder. Het ging buiten zijn gekende comfortzone en bracht een betaalbaar instapmodel CNC in de markt. Dit werd de BM 3000. Deze verticale CNC boormachine was niet enkel de eerste CNC in heel wat werkplaatsen, door zijn eenvoudig geschreven software en zijn plaatsbesparend karakter bracht deze machine een schokgolf in de markt. De aandacht van vele concurrenten bleef niet weg en velen probeerden een chinese kopie op de markt te brengen, maar dit met weinig succes.
In 2018 vierde Robland zijn 50-jarig bestaan, met een volledige vernieuwing van het programma aan iconische paneelzagen. De Z 3200 werd op dat moment vervangen door de reeksen Z 300, Z 400 en Z 500 dewelke nog meer inspelen aan de vragen van de hedendaagse schrijnwerkerij.

## Verkoopsnetwerk
Robland nv werkt wereldwijd met dealers en importeurs. In eigen land en buurlanden maakt men gebruik van verschillende dealers. In verder gelegen landen (85 landen op heden) wordt vaak met importeurs gewerkt die het hele land voorzien van machines bijvoorbeeld Polen, Algerije, Peru, Uruguay, Amerika, Spanje… Uitzonderlijk verkoopt Robland rechtstreeks aan eindklanten indien geen importeur aanwezig is (bijvoorbeeld de Seychellen). Verder heeft Robland ook 3 verkoopbureaus. Eén daarvan in Brugge, één in Parijs en één in India.
Maar liefst 85% van Robland machines worden geëxporteerd, slecht 15% van de machines wordt gebouwd voor de Belgische markt. Toch is de firma de marktleider in houtbewerkingsmachines in België.

## Fabriek in Brugge
Robland nv heeft voor zijn volledige machineprogramma 20.000 verschillende onderdelen. 85% van deze onderdelen worden vervaardigd of bewerkt in de eigen fabriek te Brugge in de kolvestraat die meer dan 20.000 m² inneemt.
Door deze unieke manier van werken in de sector slaagt Robland erin om, ondanks de hoge loonkosten in België toch alle machines zelf in Brugge te maken in tegenstelling tot veel van zijn concurrenten. Robland werkt momenteel met ongeveer 80 werknemers.

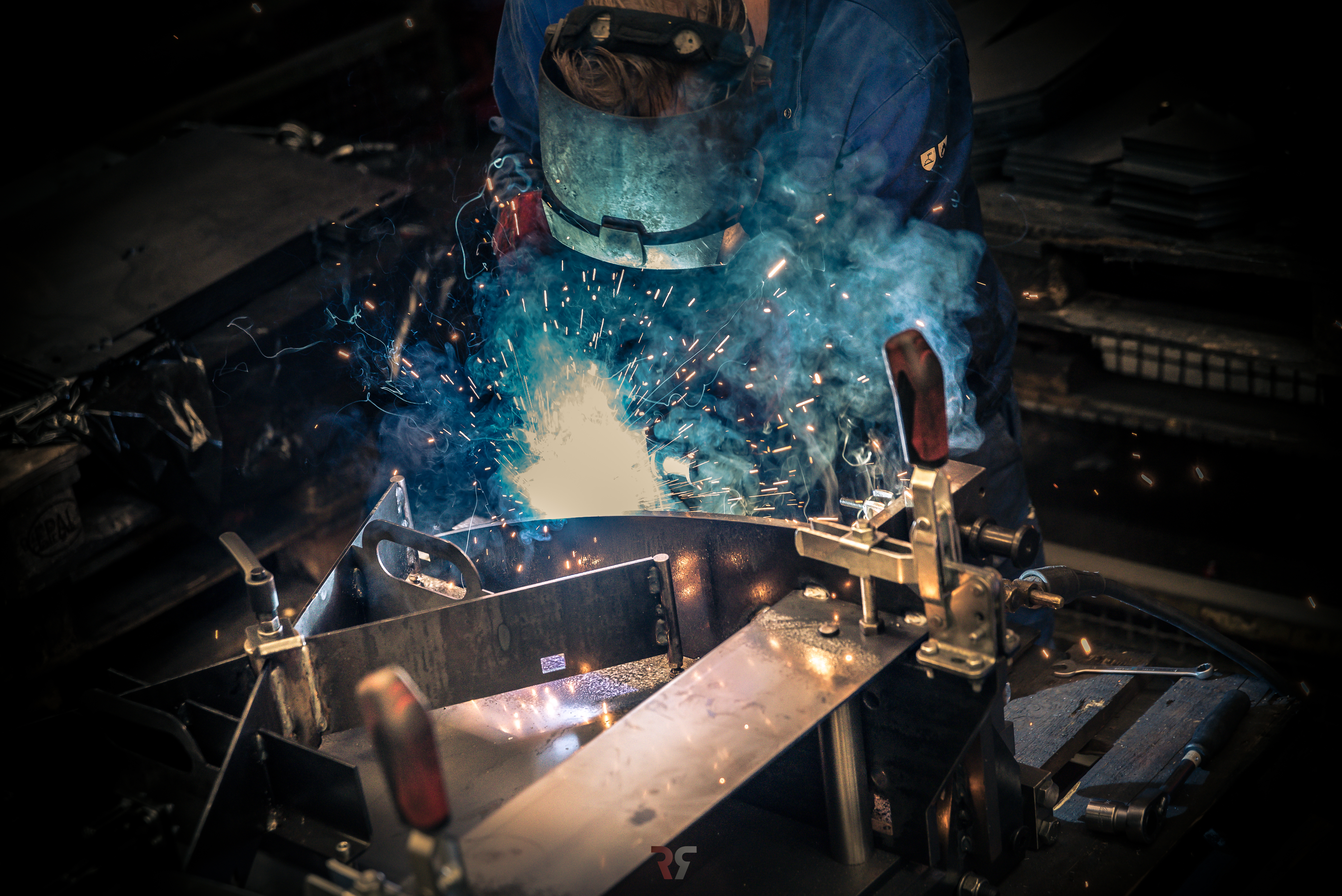
Lassen van de machineframes

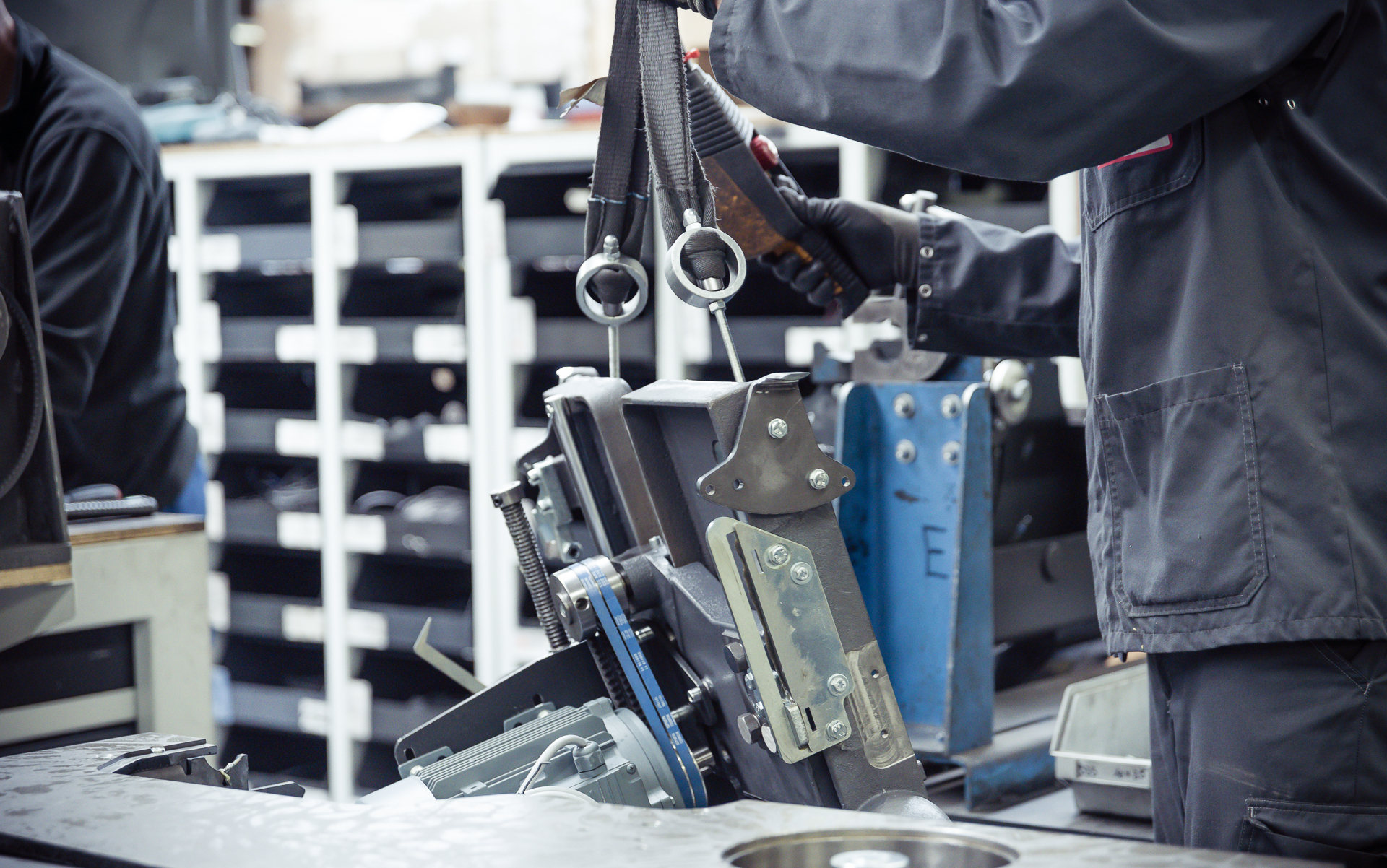
Volledige montage

Een Robland machine doorloopt volgende stappen in de fabriek:
- Laseren van plaatstaal
- Plooien van het gelaserde plaatstaal
- Draaien van de mechanische onderdelen
- Lassen van de machineframes
- Poederlakken van de machineframes
- Schaven van de gietijzeren tafels
- Frezen van de loopwagens bij machines met een zaaggedeelte
- Volledige montage inclusief elektrische bekabeling en afregelen van de machines

## Aanwezigheid in de wereld
Robland machines zijn uiteraard te bekijken in showrooms bij zijn importeurs in de hele wereld. Daarnaast neemt Robland ook deel aan alle grote houtbewerkingsevenementen deel in de hele wereld waar de machines getoond worden.

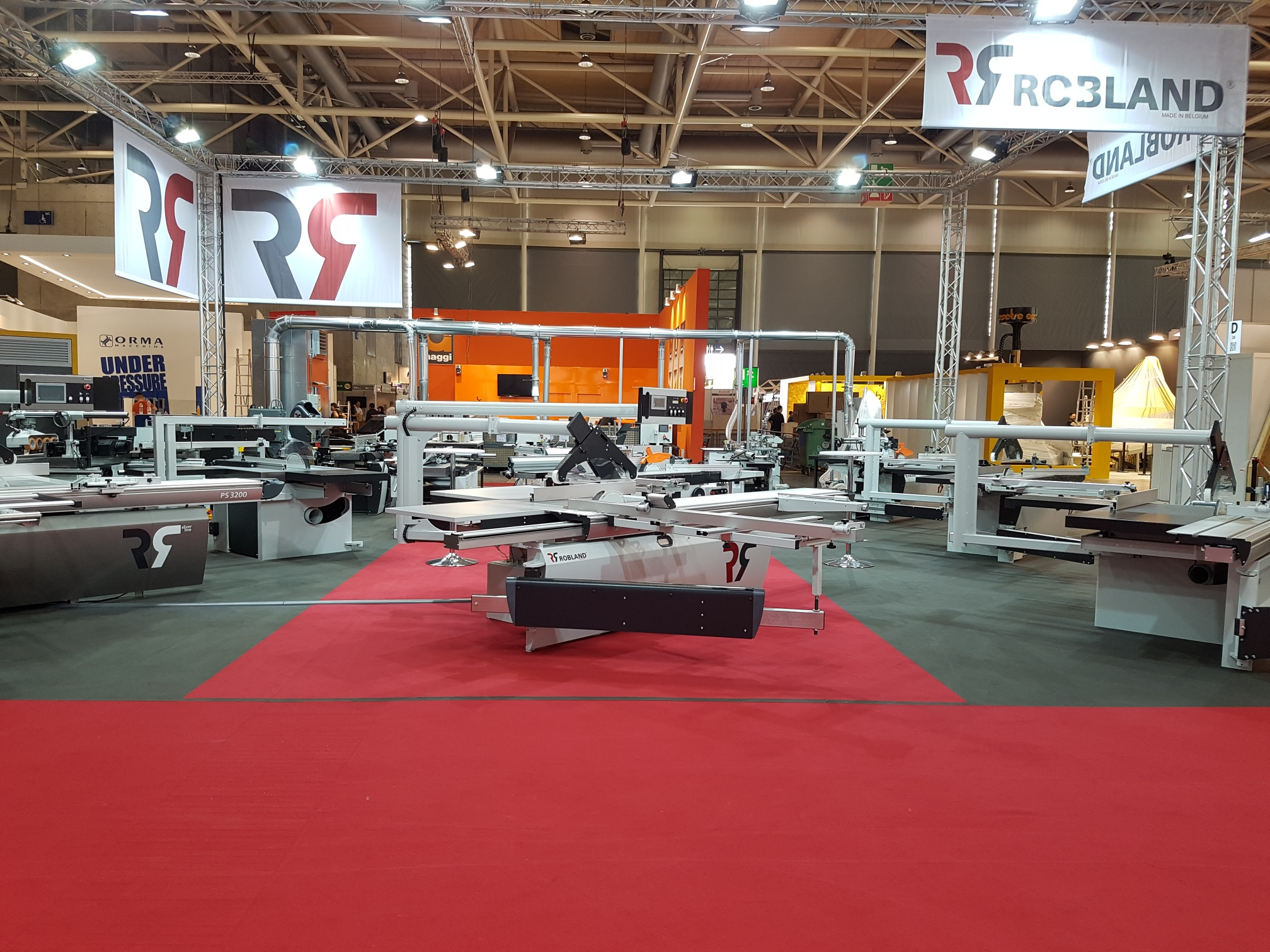
Ligna in Hannover, Duitsland 2017

Deze beurzen gaan door op alle continenten. Enkele vaste afspraken zijn:
- Ligna in Hannover, Duitsland
- AWFS in Las Vegas en Atlanta USA
- Promueble in Mexico
- Dehliwood in India
- Drema in Poznan, Polen
- Hout PRO+ in s'Hertogenbosch, Nederland
- Prowood in Gent, België

## Uit liefde voor hout
Niet alleen is de officiële slogan van Robland "uit liefde voor hout", ook bracht Robland een boek uit in 4 talen (Nederlands, Frans, Engels, Duits) in 1987 over de houtbewerking en de passie die het werken met hout onmiskenbaar beschrijft. 
Voor Robland is de jarenlange band met hout en houtbewerkers haar drijfveer om ook na 50 jaar nog steeds de passende machine te maken om jonge afgestudeerde schrijnwerkers een vlotte start te geven en met een beperkt budget een eigen zaak te kunnen beginnen.
In 2019 werd de BUSO school Ravelijn in Brugge finalist voor de strafste school van radiozender MNM. Zij zijn erg trots op de samenwerking met Robland waar ze met Roblandmachines een aantal houten componenten maken voor het bedrijf op Roblandmachines.
1. ↑  Interieurbouw, vaktijdschrift en website voor interieurbouw - Robland is een Belgisch familiebedrijf met een lange geschiedenis. Gestart met combinées en later paneelzagen, zet het bedrijf uit Brugge de laatste jaren ook .....
2. ↑  Robojob.eu - Robland - Landuyt Brugge
3. ↑  dewielersite.be - Roblandploegen 1986-1988
4. ↑  krachtbalsint-michiels.be - pagina 12 Mr. Landuyt, eigenaar en directeur van het bedrijf Robland (Houtbewerkingsmachines) had de ploeg nieuwe uitrustingen geschonken. Ondertussen is deze firma, die houtbewerkingsmachines produceert, reeds 25 jaar trouwe hoofdsponsor van Krachtbalclub Sint‐Michiels en de club is momenteel zelfs beter bekend als KBC 'Robland'.